# Donald Whiteside
Donald Edward Whiteside, (nacido el 25 de abril de 1969 en Chicago, Illinois,) es un exjugador de baloncesto estadounidense. Con 1,78 metros de estatura, jugaba en la posición de base.

## Trayectoria
[actualizar]